# Sphodromantis tenuidentata
Sphodromantis tenuidentata é uma espécie de louva-a-deus da família dos Mantidae, sendo encontrados na Tanzânia.